# Tempio di Esculapio (Villa Borghese)
Il tempio di Esculapio è sito in un isolotto artificiale del lago sito nel Giardino di Villa Borghese a Roma.

## Storia
Trattasi di un tempietto in stile ionico realizzato tra il 1785 e il 1792 da Antonio e Mario Asprucci (padre e figlio) e dal pittore italiano Cristoforo Unterperger e dedicato al dio della medicina. Secondo le intenzioni originarie dei costruttori era prevista esclusivamente l'edificazione di un prospetto architettonico per accogliere la statua di Esculapio, portata alla luce presso le rovine del Mausoleo di Augusto: fu solo dopo che si decise di costruire un piccolo tempio isolato.

## Descrizione
Il tempio di Esculapio, in stile neoclassico, è prostilo  poiché presenta 4 colonne davanti alla cella. Fra il frontone e le colonne ioniche è collocata una trabeazione che reca una scritta in greco dedicatoria a Esculapio Salvatore, «Ἀσκληπίῳ Σωτήρι» (Asclepioi Soteri = (dedicato) ad Esculapio Salvatore): al di sopra troviamo inoltre un timpano triangolare decorato con un bassorilievo a stucco raffigurante l'arrivo del dio a Roma.
Sul tetto vi sono varie statue ellenistiche, mentre dietro il portico vi è l'edicoletta con la statua di Esculapio. L'isolotto è raggiungibile dalla terraferma tramite un pontile in legno con ringhiere in acciaio chiuso al pubblico mediante un cancello.